# Port lotniczy Moabi
Port lotniczy Moabi (ICAO: FOGI, IATA: MGX) – międzynarodowy port lotniczy położony w Moabi w Gabonie.